# Acroni Jesenice
Acroni Jesenice – słoweński klub hokejowy z siedzibą w Jesenicach działający w latach 1949–2012.
Głównym oraz tytularnym sponsorem klubu była przez wiele lat huta stali "Acroni" z Jesenic. Ścisła współpraca pomiędzy przemysłem stalowym a klubem hokejowym znalazła swój wyraz także w nazwie fanclubu kibiców klubu noszącym nazwę "Red Steelers" (pol. "Czerwoni Stalowcy").

## Historia
Od 1972 do 1974 szkoleniowcem drużyny był Boris Afanasjew. W latach 1991–1993 trenerem klubu był Władimir Krikunow. Za jego sprawą w 1991 do drużyny trafili Siergiej Warnawski i Sergejs Povečerovskis.
W 2004 roku klub spotkał się w finale Interligi z Podhalem Nowy Targ (przegrał rywalizację play-off 0:2).
Od 2006 do 2012 roku klub występował w międzynarodowych rozgrywkach EBEL. W sezonie 2006/07 zajął 5. miejsce, w sezonach 2007/08 i 2008/09 osiągnął 6. miejsce, w 2009/10 sklasyfikowany został na 9. miejscu, a w sezonach 2010/11 i 2011/12 ukończył ligę na ostatnim miejscu (odpowiednio 10 i 11). W maju 2012 z powodów finansowych ligę EBEL zlikwidowano. Od sezonu 2012/2013 miał pierwotnie występować w drugiej klasie rozgrywkowej, Nationalliga, następnie przekształconej w Inter-National-League. Występy w tych rozgrywkach nie doszły do skutku i klub zaprzestał działalności.

## Sukcesy
- Złoty medal mistrzostw Słowenii (7 razy): 1992, 1993, 1994, 2005, 2006, 2008, 2009, 2010[3], 2011
- Srebrny medal mistrzostw Słowenii (9 razy): 1995, 1996, 1997, 1998, 2000, 2001, 2002, 2003, 2004
- Złoty medal mistrzostw Jugosławii (23 razy): 1957, 1958, 1959, 1960, 1961, 1962, 1963, 1964, 1965, 1966, 1967, 1968, 1969, 1970, 1971, 1973, 1977, 1978, 1981, 1982, 1985, 1987, 1988
- Mistrzostwo Interligi (2 razy): 2005, 2006

## Zawodnicy
W klubie występowali m.in. Słoweniec David Rodman, Robert Kristan, Žiga Jeglič, Rosjanin Boris Tortunow, Estończyk Andrei Makrov, Czech Michal Fikrt.